# Alain Garsault
Alain Garsault, né le 19 septembre 1944 et mort le 15 septembre 2005,, est un critique de cinéma. Il est connu pour les textes qu'il a écrits dans la revue Positif sur des films fantastiques, d'horreur, ou de science-fiction à une époque (les années 1970 et 1980) où le « cinéma de genre » était en « profonde mutation ». Il a notamment écrit sur certains des premiers films de David Cronenberg (Frissons, Scanners, Vidéodrome, Dead Zone) des textes remarqués. Ces textes seront en partie repris dans une anthologie d'articles et d'entretiens consacrée au cinéaste.

## Biographie
Garsault débute comme critique littéraire et de cinéma dans les magazines des éditions Opta. À la fin des années 1960, il est chroniqueur cinéma pour Alfred Hitchcock Magazine (il rédige la rubrique titrée "7.35, chronique du cinéma") et pour Mystère Magazine (rubrique titrée "La promenade du voyeur"). Quand, à partir du printemps 1968, Jacques Goimard commence à écrire pour la revue Positif et contribue de manière plus épisodique au magazine Fiction, Garsault en devient le principal critique de cinéma. En avril 1971, il suit Goimard à Positif sans pour autant cesser d'écrire régulièrement pour Fiction. Sa dernière contribution au magazine date de septembre 1986 (numéro 378).
À partir de janvier 1974 (numéro 155), Garsault devient membre du comité de rédaction de Positif. Il le quittera en juin 1995 (le numéro 412 est le dernier à mentionner son nom dans le comité de rédaction) mais continuera d'écrire dans la revue de façon épisodique jusqu'en juin 2005.
Parallèlement à son activité de critique de cinéma, il participe à des traductions (de romans de Jack Vance ou de Philip José Farmer). En 1988, il devient codirecteur, avec André Ruellan puis avec Juliette Raabe, de la collection Gore du Fleuve noir - fonction qu'il quitte en décembre 1989, quand Raabe décide de donner « la priorité aux auteurs français » : « Alain Garsault, expliquera-t-elle, [...] prospectait le domaine anglo-américain ». Il aura codirigé la collection du numéro 73 au numéro 104.